# National Security Letter
Ein National Security Letter (NSL; deutsch „Brief zur Nationalen Sicherheit“) ist eine Form der strafbewehrten rechtlichen Anordnung nach US-amerikanischem Recht. Er wird bei Ermittlungen, die die nationale Sicherheit betreffen, von US-Regierungsbehörden, vor allem dem FBI, eingesetzt.

## Inhalt
Mit einem National Security Letter können Telekommunikationsanbieter sowie Banken und Finanzunternehmen verpflichtet werden, Daten über ihre Kunden herauszugeben. In der Regel enthält ein National Security Letter eine Geheimhaltungsanordnung, die es dem Empfänger verbietet, über den Inhalt oder auch nur den Erhalt eines National Security Letter zu sprechen.
Der Anwendungsbereich von NSLs ist dabei auf bereits vorliegende Daten begrenzt, ein Unternehmen kann also nicht verpflichtet werden, erst Daten über Kunden zu erheben, und es dürfen nur Metadaten verlangt werden, insbesondere Bestandsdaten, nicht aber Kommunikationsinhalte. National Security Letters werden direkt von der berechtigten Behörde ausgestellt, sie unterliegen keinem Richtervorbehalt. Darin unterscheiden sie sich von der allgemeinen Subpoena, die keiner inhaltlichen Beschränkung unterliegt, aber von einem Richter unterzeichnet werden muss.
Der Empfänger eines National Security Letters kann das zuständige United States District Court anrufen, um die Berechtigung der Forderung zu überprüfen oder den Umfang der Anordnung einzuschränken. Bei der gerichtlichen Überprüfung eines NSL, ob die Geheimhaltung erforderlich ist, hat die Regierung das letzte Wort. Sie kann verbindlich erklären, dass das Bekanntwerden des NSL Schaden für die Sicherheit der Vereinigten Staaten, eine Ermittlung, für die diplomatischen Beziehungen oder für Leib oder Leben einer Person verursachen kann. Diese Feststellung darf das Gericht nicht überprüfen oder verneinen. Diese Klausel wird von Kritikern als Verletzung der Gewaltenteilung angesehen, da Feststellungen einer Regierungsbehörde ein Gericht binden.

## Geschichte
Vorläufer des National Security Letters wurden dem Grundsatz nach bereits 1986 eingeführt: Nach dem Right to Financial Privacy Act und dem Electronic Communications Privacy Act konnte das FBI in Ermittlungen gegen ausländische Agenten ohne richterliche Genehmigung verlangen, dass Daten herausgegeben werden und die Tatsache der Aufforderung geheim gehalten wird. 1996 wurde ihr Anwendungsbereich auf Ermittlungen gegen die unautorisierte Veröffentlichung von amtlichen Geheimnissen und auf Wirtschaftsauskunfteien ausgeweitet. NSLs kamen aber erst nach einer massiven inhaltlichen Ausweitung durch den USA PATRIOT Act 2001 zum relevanten Einsatz. Seither können National Security Letter in allen Ermittlungen der nationalen Sicherheit in Fällen des internationalen Terrorismus und der Spionage auch gegen amerikanische Staatsbürger und Ausländer auf amerikanischem Boden eingesetzt werden. Zudem darf nicht mehr nur die Zentrale des FBI NSL ausstellen, sondern auch die einzelnen Außenstellen. Auch andere US-Behörden mit Zuständigkeiten in der Terrorbekämpfung können seitdem National Security Letters ausstellen, allerdings sind diese beschränkt auf Finanzdaten. 2006 wurden die Berechtigungen noch einmal erweitert, andererseits wurden dabei die Möglichkeiten einer gerichtlichen Überprüfung klargestellt.
Das FBI stellt jährlich viele zehntausend National Security Letter aus: Alleine von 2003 bis 2006 wurden knapp unter 200.000 NSL zugestellt. Die Gesamtzahl der NSL seit dem Jahr 2000 bis Anfang 2013 wurde von der Electronic Frontier Foundation auf 300.000 geschätzt, von denen nur vier oder fünf gerichtlich überprüft wurden. Soweit bekannt, haben bis Mitte 2013 nur drei Klagen gegen einen NSL Erfolg gehabt: Brewster Kahle für das Internet Archive, der Internet Service Provider Calyx Internet Access und vier Bibliothekare in Connecticut. In diesen Fällen hat das FBI jeweils aufgrund der Klage die Anordnung zurückgezogen und dem Gericht erklärt, dass die Auskunft entbehrlich sei. Die Kläger in diesen Verfahren gewannen auch das Recht, über die erhaltenen National Security Letter zu sprechen. Seitdem sind Einzelheiten über das Verfahren öffentlich bekannt geworden. Im Mai 2014 wurde ein weiterer Erfolg gegen einen NSL bekannt: Microsoft wehrte sich gegen die Geheimhaltung einer Datenanforderung, die einen Geschäftskunden betraf. Das FBI zog auch hier den NSL zurück. Im Fall Calyx entschied im August 2015 – und damit elf Jahre nach dem Ausstellen des NSL – ein Bundesgericht erstmals, dass die Geheimhaltungsanordnung in dem NSL nicht erforderlich und damit rechtswidrig ist. Damit durfte der Adressat erstmals öffentlich machen, wie das FBI die im Patriot Act nicht weiter definierte Klausel electronic communication transactional records auslegte. Die Liste der angeforderten Daten umfasste 17 Punkte, darunter die Kontaktdaten des Kunden, die vollständigen Logdateien des RADIUS-Servers und alle dem Account zugewiesenen IP-Adressen.
Im April 2013 erklärte ein Bundesgericht die Praxis der National Security Letter und deren Rechtsgrundlage auf Antrag von Google Inc. für unvereinbar mit dem 1. Zusatzartikel zur Verfassung der Vereinigten Staaten und der Gewaltenteilung und damit für verfassungswidrig. Die Richterin kritisierte, dass die Behörden nicht nachweisen müssten, dass es erforderlich sei, im konkreten Fall bereits die Zustellung eines NSL geheim zu halten. Die Kontrollfunktion der Gewaltenteilung sei verletzt, weil Gerichte nur eingeschränkte Möglichkeiten haben, die Geheimhaltung zu überprüfen. Sie verpflichtete das FBI, keine weiteren National Security Letters mehr auszustellen, setzte diese Anordnung aber für zunächst 90 Tage aus, um Berufung zuzulassen. Berufung wurde eingelegt und die Anordnung bis zu Entscheidung in der nächsten Instanz außer Kraft gesetzt. 2017 kam es zu einem Beschluss des US-amerikanischen Berufungsgerichts, der besagte, dass Provider ihren Kunden nicht mitteilen müssen, wenn diese durch ein NSL überwacht werden.
In einem gesonderten Verfahren unterlag Google mit dem Antrag, die Zustellung eines NSL veröffentlichen zu dürfen. Eigentlich sollte der Antragsteller in diesem Verfahren geheim gehalten werden, Googles Rolle wurde jedoch durch eine ungenügende Schwärzung in der Entscheidung bekannt. Die Electronic Frontier Foundation begrüßt, dass mit Google ein großes Telekommunikationsunternehmen die National Security Letter gerichtlich überprüfen lässt. Große Unternehmen seien in der besten Position, um diese Anordnungen prüfen zu lassen. Nach eigenen Angaben erhält Google seit 2009 jedes Jahr NSLs, die über 1000 und unter 3000 Benutzer betreffen.
Ende 2013 erklärte die vom US-Präsidenten eingesetzte The President’s Review Group on Intelligence and Communications Technologies in ihrer Untersuchung, dass NSL systemwidrig seien, weil sie nach der Ausweitung ihres Anwendungsbereiches dieselben Daten betreffen, für deren Herausgabe nach anderen gesetzlichen Ermächtigungen eine richterliche Genehmigung erforderlich wäre. Die Untersuchungskommission schlug daher vor, dass NSL ebenfalls dem Richtervorbehalt unterliegen sollten. Die Gerichte sollten dabei jeweils prüfen, ob die gesetzlichen Anforderungen erfüllt sind und der jeweilige NSL nur Daten im für die Ermittlung notwendigen Umfang betrifft.

## Statistik
Seit 2016 veröffentlicht der Director of National Intelligence Statistiken über die Zahlen des Vorjahres. Im Jahr 2015 wurden demnach 12.870 NSL ausgestellt, die sich auf 48.642 einzelne Daten bezogen.